# 渡辺陽子 (デザイナー)
渡辺 陽子（わたなべ ようこ、1978年12月26日 - ）は、日本のファッションデザイナー。東京都出身。

## 人物
オーダーメードの「オートクチュールメゾンコージアトリエ」（パリの正式なオートクチュールではない）創立したファッションデザイナー渡辺弘二の長女。パリ・オートクチュール組合校「シャンブル・サンディカル・ド・ラ・クチュール・パリジェンヌ」にて立体裁断、同校教諭Dominique Pellen氏よりデッサンを修得したのち、帰国後、東京スタイル「コージワタナベ　スティル」にてアシスタントデザイナーを経験し、コージアトリエにて父・渡辺弘二のもとでアシスタントデザイナーを担当。
翌年、自身でもモダンクチュールをコンセプトとしたマタニティブランド「En Ste.（アンサント）」を設立。

## 経歴
- 1978年 - 渡辺弘二の長女として誕生。
- 1989年 - 慶應義塾幼稚舎入学。
- 2001年 - 慶應義塾大学文学部卒業。髙島屋入社。
- 2006年 - 渡欧し、パリ・オートクチュール組合校「シャンブル・サンディカル・ド・ラ・クチュール・パリジェンヌ」にて立体裁断、同校教諭Dominique Pellen氏よりデッサンを学ぶ。
- 2007年 - 帰国後、東京スタイル「コージワタナベ　スティル」にてアシスタントデザイナーとして入社。
- 2008年 - コージアトリエにて父・渡辺弘二のもとアシスタントデザイナーを担当。
- 2009年 - 女児を出産し、モダンクチュールをコンセプトとした自身のマタニティーブランド「En Ste.」を設立。
- 2012年 - 中国・成都にて、成都TV（CDTV）とタイアップのもと、父・渡辺弘二と共に「銀座陽弘」コレクションを開催。次女を出産。
- 2013年 - 父・渡辺弘二と共に慶應義塾横浜初等部・学校制服をデザイン。
- 2015年 - 銀座発信のプレミアムブランドとしてヤング高級プレタポルテ「コージワタナベ　スティル」を発表。
- 2015年 - パリ・ルーヴル宮殿にて、アシスタントデザイナーとして「オートクチュール・パリコレクション」(パリの正式なオートクチュールではない)と称して発表。
- 2015年 - BS-TBSにて、パリコレの制作段階から本番までを密着したドキュメンタリー番組『ファッションデザイナー 渡辺弘二の挑戦　～パリ・ルーヴル 創造と葛藤の１００日間～』が放送。
- 2024年 - 慶應義塾中等部・学校制服デザインをマイナーチェンジ。

## 関連ブランド
- オートクチュール コージ アトリエ 銀座
- コージ アトリエ オンラインショップ